# Állami vagyon
Az állami vagyon a Magyar Állam tulajdonában álló vagyont jelenti Magyarországon. Az állami vagyon feletti tulajdonosi joggyakorlás módját és szervezetét, valamint e vagyon kezelését alapvetően az állami vagyonról szóló 2007. évi CVI. törvény szabályozza.

## E törvény alkalmazásában állami vagyonnak minősül
a) az állami tulajdonban lévő ingó dolog, valamint a dolog módjára hasznosítható természeti erő,
b) az állami tulajdonban lévő termőföldekből álló, külön törvényben szabályozott Nemzeti Földalap,
c) az állami tulajdonban lévő - a b) pont hatálya alá nem tartozó - ingatlan,
d) az állami tulajdonban lévő értékpapír,
e) az államot megillető társasági részesedés és más vagyoni értékű jog.

## Külön törvény rendelkezik az alábbiakról
a) az államadósság és az állami követelések kezelésével összefüggő szabályokról,
b) az állami tulajdonú lakások értékesítéséről, bérletéről,
c) a koncesszióról (az állami monopóliumok hasznosításáról),
d) a Magyar Nemzeti Bank, az Államadósság Kezelő Központ Zrt. és a Magyar Távirati Iroda Rt. feletti tulajdonosi joggyakorlásról és e társaságok működéséről.

## A 2007. évi CVI. törvény viszonya a nemzetközi szerződésekhez
A 2007. évi CVI. törvénynek az állami vagyon megszerzésére, elidegenítésére vagy az állami vagyonnal való más rendelkező cselekményre vonatkozó szabályait nem kell alkalmazni, ha a felsoroltakra a Magyar Állam által kötött nemzetközi szerződés eltérően rendelkezik.